# 襲警罪
襲警罪特指襲擊警察的罪名，一般存在於英美法系國家；而在大陸法系國家則一般不以獨立罪名模式存在，襲擊警察行為多以妨害公務論。在華人地區裡，香港承襲英國法律傳統，所以一直有襲警罪。

## 各國情況
襲警罪大致分為兩種模式：第一種是英美法系國家，採取獨立罪名方式，有獨立法例制裁相關行為；第二種為大陸法系國家，由於強調制裁普遍行為，故大多為非獨立罪名模式。法國、德國及意大利等地，把襲警行為規定為妨害公務罪的一種，有不同程度的量刑。日本以及早前的中国大陆等地則把襲警罪分為兩部份：情節較輕，依照妨害公務罪論，處罰較輕；造成重傷或死亡，作為故意殺人罪或故意傷害罪處罰，最高可判處死刑。2020年12月26日，中国全国人大常委会通过《刑法》修正案，正式将袭警罪写入刑法，中国大陆也成为为数不多的单独设立袭警罪的大陆法系地区之一。

## 香港
《香港法例》有兩條例針對襲警：一為第212章《侵害人身罪條例》36b，即「襲擊、抗拒或故意阻撓在正當執行職務的任何警務人員或在協助該警務人員的人」，最高可監禁兩年。另一條例為第232章《警隊條例》第63條，即「任何人襲擊或抗拒執行職責的警務人員，或協助或煽惑任何人如此襲擊或抗拒……循簡易程序定罪後，可處罰款$5000及監禁6個月」。

## 中国大陆
中国第十三届全国人大常委会第二十四次会议通过刑法修正案（十一）单独规定袭警罪。经修正后的《中华人民共和国刑法》第二百七十七条第五款规定：“暴力袭击正在依法执行职务的人民警察的，处三年以下有期徒刑、拘役或者管制；使用枪支、管制刀具，或者以驾驶机动车撞击等手段，严重危及其人身安全的，处三年以上七年以下有期徒刑。”

## 爭議
2007－2008年，香港不少參與示威遊行人士被控襲警，包括梁國雄、陶君行、馮炳德、馬楚明、謝柏齊等等，在案件中警察均只是在衝突中受到輕微損傷，而當中不少示威者亦受傷。示威遊行人士指警察利用《侵害人身罪條例》36b打擊社會運動人士，更有人提出該廢除36b。
中國大陸近年發生多宗警察遭襲擊案件，据统计，自2015年1月至2016年6月，平均每天发生1.3起袭警事件，即每18小时就有一起事件发生。其中，2015年全年经过媒体报道的暴力袭警案件共计379起，月均发案30余起；2016年上半年就发生了321起，月均发案近60起。由于袭警案件的高发性和媒体的天然忽略性，以及有相当一部分袭警事件不能及时报告，媒体披露的袭警事件比例通常仅占实际发生数量的百分之五左右，所以有人亦倡議訂立「襲警罪」；但是，有法律專家指出，此罪名只適合普通法系（英美法系），大陸法系之一的中國大陸法系不適合訂立特定性質罪行的法例。

## 相關罪名
- 妨害公務